# Iron Bridge
Iron Bridge (dosł. Żelazny Most) – most wybudowany w 1779 r. nad rzeką Severn w miejscowości Ironbridge w angielskim hrabstwie Shropshire. Jest pierwszą na świecie dużą konstrukcją mostową wykonaną z żeliwa, wcześniej do budowy mostów używano drewna lub kamienia.

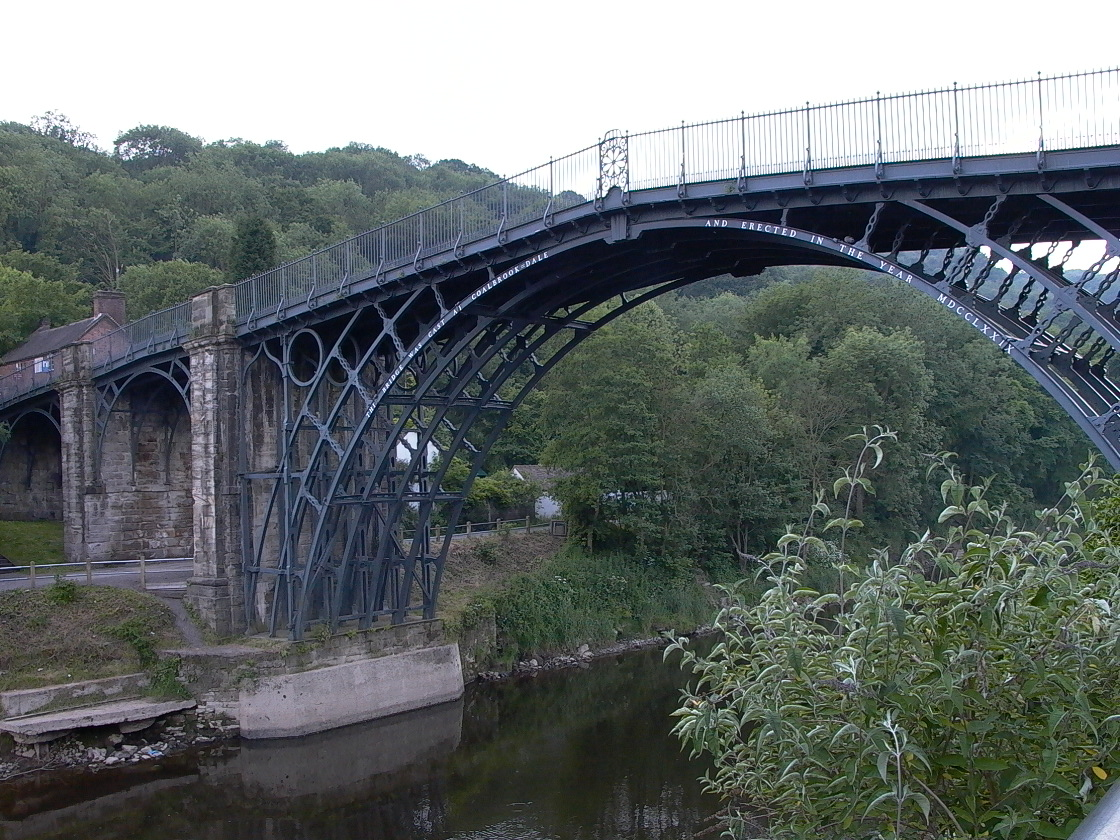
Pierwszy na świecie most żeliwny nad rzeką Severn

Most Iron Bridge wykonany został w 1779 r. z elementów z lanego żeliwa, i otwarty do eksploatacji 1 stycznia 1781 r. Skonstruowany on został tak samo, jak do tamtych czasów budowano mosty drewniane, gdzie elementy mostu łączono ze sobą na wpusty i kliny. W konstrukcji mostu użyto złączy ciesielskich: połączeń na kliny i jaskółczy ogon.
Przez ponad 200 lat istnienia, w wyniku powolnego obsuwania się i zbliżania do siebie obu zboczy wąwozu, oba przyczółki mostu uległy przemieszczeniu względem pierwotnego położenia co spowodowało odkształcenie się konstrukcji mostu. Ponieważ jednak most poskładany został z elementów wykonanych wcześniej w odlewni (prefabrykowanych) z dostatecznymi luzami, które dopiero w trakcie montażu wypełnione zostały miękką ołowianą blachą, to naprężenia powstające w wyniku przemieszczeń przyczółków mostu równomiernie rozłożyły się na całą konstrukcję tak, że żaden z kruchych żeliwnych jego elementów nie uległ uszkodzeniu, pomimo że cały most jest już mocno powykrzywiany.
Ruch drogowy na moście wstrzymano dopiero w 1934 r. W 1986 r. most, wraz z miejscowością i całym wąwozem, wpisany został na listę dziedzictwa światowego UNESCO.